# Théognoste d'Alexandrie
 (janvier 2022).
Théognoste (vers 210 - 270) est un théologien alexandrin de la fin du IIIe siècle. Bien qu'il ait été un disciple d'Origène d'Alexandrie, aucune référence sur lui n'existe chez les historiens de l'Église Eusèbe et Jérôme. C'est essentiellement grâce à Athanasius et à Photios Ier de Constantinople qu'on le connaît. Philippe de Side dit de lui qu'il présida l'école dite catéchétique ou théologique d'Alexandrie juste après Pierius (AD 265).

## Œuvre
Son œuvre principale est un ouvrage en sept volumes intitulé Hypotyposeis. L'ouvrage fait débat sur son orthodoxie puisque certains de ses passages laissent penser à de l'arianisme. De fait le Fils y est présenté comme une créature, c'est-à-dire un être créé. Dans le livre trois, les références à l'Esprit sont aussi considérées comme peu orthodoxes et rappellent la position d'Origène sur la question. Le livre cinq est une longue dissertation sur les anges et les démons présentés comme des êtres incarnés.
Dans les livres six et sept, Théognoste traite de l'Incarnation d'une manière considérée par les théologiens plus orthodoxe, ce qui permettait déjà à Athanase de le considérer non pas comme un Arien mais bien comme un allié contre l'arianisme. Par ailleurs, reprenant largement la pensée d'Origène d'Alexandrie, Théognoste décrit dans son ouvrage la Trinité, la Rédemption divine et l'Au-delà.
Son œuvre théologique était tout à fait dans la même ligne que la philosophie chrétienne hellénistique de l'époque telle qu'elle était enseignée par l'école catéchétique d'Alexandrie.
Une grande partie de sa théologie sera plus tard adoptée par Grégoire de Nysse.
Des fragments de l'œuvre de Théognoste peuvent être trouvés dans le Reliquiae Sacrae 3:407–422 de Martin Joseph Routh.

## Écrits exégétiques
Sept livres regroupés en un seul ouvrage et connus en grec sous le nom de Hypotypōseis, titre donné par Photios Ier de Constantinople, sont considérés comme l'œuvre principale de Théognoste. La nomenclature de l'ouvrage est celle-ci :
- Livre I Création
- Livre II La Divinité du Christ
- Livre III Le Saint-Esprit
- Livre IV Anges et démons
- Livres VI & V La Divinité de Dieu
- Livre VII Un retour à la création.